# 東太美村
東太美村（ひがしふとみむら）は、かつて富山県西礪波郡にあった村。
村名の由来は、西太美に対して、小矢部川東岸の旧太海郷の東部として付けられた。

## 沿革
- 1889年（明治22年）4月1日 - 町村制の施行により、礪波郡土生新村、東殿村、市野沢村、立野新村、土生村の区域の一部、才川七村の区域の一部及び大西村[2]の区域をもって、礪波郡東太美村が発足する。
- 1896年（明治29年）3月29日 - 郡制の施行のため、礪波郡が分割して、西礪波郡が発足により、西礪波郡に所属となる。
- 1952年（昭和27年）5月1日 - 西礪波郡福光町、石黒村、西太美村、広瀬村、広瀬館村、東太美村、太美山村、吉江村、東礪波郡北山田村及び山田村が合併して、西礪波郡福光町が発足する。

## 経済
農業
『大日本篤農家名鑑』によれば東太美村の篤農家は、「中川清太郎、西村善蔵、奥野平左衛門」などがいた。

## 医療
医師
- 細川孝一[5]